# Roberto César Itacaramby
Roberto César Itacaramby, mais conhecido simplesmente como Roberto César (Goiânia, 14 de fevereiro de 1955), é um ex-futebolista brasileiro que atuava como atacante.

## Carreira
Iniciou no Taguatinga, chegou à base do Cruzeiro em 1973 e foi revelado ao profissional em 1974, estreando em 10 de abril no empate em 1x1 com a Portuguesa. Roberto César disputou quatro jogos na Série A pelo Cruzeiro entre os anos de 1974 e 1976, sem marcar um gol na competição, antes de ir por empréstimo para o Operário-MS em 1976.
Pelo clube do Mato Grosso do Sul, Roberto despontou marcando oito gols em 16 jogos da competição nacional entre os anos de 1977 e 1978 e foi terceiro lugar no Brasileiro de 1977, antes de retornar ao Cruzeiro em 1978.
Na segunda oportunidade no time mineiro, marcou 26 gols em 56 jogos na Série A, entre os anos de 1978 e 1981, e terminou como artilheiro em 1979 com 12 gols.
Em 1979, o presidente do Barcelona veio ao Brasil para contratar Roberto César, mas o jogador havia se casado e estava em lua de mel em Goiás. O jogador esteve sem comunicação e ficou isolado. O dirigente espanhol levou Roberto Dinamite em seu lugar.
Em 1 de maio de 1980, atuou pela Seleção Mineira em amistoso contra a Seleção Brasileira, realizado em Taguatinga.
Disputou o Paulistão de 1982 pelo Santos.
Em 1982, Roberto iria disputar a Copa do Mundo, mas um acidente doméstico, onde o atleta queimou o braço, o impediu de participar o Mundial.
Depois de sair Cruzeiro, ele defendeu a Portuguesa em 1984 e em 1985, marcando um gol em dez jogos de Série A.
Em 1985, atuou pelo Grêmio, estreando em 30 de janeiro na vitória por 3x1 sobre o Vasco. Pelo clube, onde ficou até março, marcou três gols em dez jogos de Série A.

## Títulos
Cruzeiro
- Campeonato Mineiro: 1975

### Prêmios individuais
- Artilheiro do Campeonato Brasileiro de 1979: (13 gols)
- Bola de Prata da revista Placar: 1979